# Salvatierra (Guanajuato)
Salvatierra egy város Mexikó Guanajuato államának déli részén. 2010-ben lakossága meghaladta a 37 000 főt. A település megtalálható a kiemelkedő turisztikai értékű településeket magába foglaló Pueblo Mágicók listáján is.

## Földrajz

### Fekvése
A város Mexikó középső, Guanajuato állam déli részén fekszik egy hegyek közti medencében. Tőle délre a Los Agustinos-hegység, északra a Culiacán nevű csúcs emelkedik. A környéken számos kisebb, a tenger szintje fölé mintegy 2000 méterrel magasodó hegy található: ilyen például a Pelón, a Grande, a Las Cruces, a Las Cañas, a Tetillas, a Prieto, a Cupareo, a Conejo és a San Gabriel. A város folyója a délről észak felé folyó Lerma.

### Éghajlat
A város éghajlata meleg, de nem rendkívül forró, nyáron és ősz elején viszonylag csapadékos. Minden hónapban mértek már legalább 32 °C-os hőséget, de a rekord nem érte el a 40 °C-ot. Az átlagos hőmérsékletek a januári 14,7 és a májusi 21,3 fok között váltakoznak, ősz végétől tavasz elejéig fagyok is előfordulnak. Az évi átlagosan 726 mm csapadék időbeli eloszlása nagyon egyenetlen: a júniustól szeptemberig tartó 4 hónapos időszak alatt hull az éves mennyiség több mint 80%-a.
| Hónap                                   | Jan. | Feb. | Már. | Ápr. | Máj. | Jún. | Júl. | Aug. | Szep. | Okt. | Nov. | Dec. | Év   |
| --------------------------------------- | ---- | ---- | ---- | ---- | ---- | ---- | ---- | ---- | ----- | ---- | ---- | ---- | ---- |
| Rekord max. hőmérséklet (°C)            | 34,0 | 35,0 | 34,5 | 39,5 | 39,5 | 37,0 | 34,0 | 33,0 | 33,5  | 32,5 | 32,0 | 32,0 | 39,5 |
| Átlagos max. hőmérséklet (°C)           | 23,9 | 25,5 | 27,6 | 29,3 | 30,1 | 28,6 | 26,7 | 26,8 | 26,6  | 26,3 | 25,7 | 24,3 | 26,8 |
| Átlaghőmérséklet (°C)                   | 14,7 | 16,0 | 17,9 | 19,9 | 21,3 | 21,2 | 20,0 | 20,0 | 19,7  | 18,3 | 16,6 | 15,2 | 18,4 |
| Átlagos min. hőmérséklet (°C)           | 5,5  | 6,4  | 8,2  | 10,4 | 12,5 | 13,8 | 13,3 | 13,1 | 12,8  | 10,2 | 7,6  | 6,1  | 10,0 |
| Rekord min. hőmérséklet (°C)            | −4,0 | −3,0 | −3,0 | 2,5  | 3,0  | 5,0  | 8,0  | 7,5  | 2,5   | 0,5  | −2,0 | −3,0 | −4,0 |
| Átl. csapadékmennyiség (mm)             | 15   | 8    | 6    | 11   | 35   | 128  | 171  | 161  | 127   | 46   | 12   | 7    | 726  |
| Forrás: Servicio Meteorológico Nacional |      |      |      |      |      |      |      |      |       |      |      |      |      |

## Népesség
A település népessége a közelmúltban szinte folyamatosan növekedett:
| Év   | Lakosság |
| ---- | -------- |
| 1990 | 33 520   |
| 1995 | 35 347   |
| 2000 | 34 066   |
| 2005 | 36 306   |
| 2010 | 37 203   |

## Története
A spanyolok megérkezése előtt ezt a helyet Guatzindeo néven ismerték, amely annyit jelent: „szép növényzetű hely”. García Sarmiento de Sotomayor 1644. február 9-én kiadott rendelete (amely április 1-én lépett hatályba) a települést városi (ciudad) rangra emelte, és elnevezte San Andrés de Salvatierrának.
A közeli Batanes-hídnál két csata is zajlott a 19. század során: egyrészt 1813. április 16-án a mexikói függetlenségi háborúban itt csapott össze a felkelő Ramón López Rayón és Agustín de Iturbide, másrészt 1867-ben Manuel García Pueblita itt aratott győzelmet a francia megszálló csapatok felett.

## Turizmus, látnivalók
A város turizmusa jelentős, számos régi műemlék és egyéb építészeti érték található benne:
- Carmen-templom és -kolostor: 1644 és 1655 között épült barokk és csurrigereszk stílusban.
- Nuestra Señora de la Luz-templom: 1744-ben kezdték építeni
- Batanes-híd: 1649-ből származik
- Ferences kolostor: 1645 és 1742 között épült
- Községi palota: eredetileg a karmeliták számára épült, 1743 és 1808 között
- Portal de la Columna: az épület jellegzetessége a 31 homlokzati boltív
- Kapucinus templom: a 18. század végéről származik
- A San Juan városrész temploma: 1745-ben épült, helyén egykor az indiánok autonóm közössége helyezkedett el
- La Reforma gyár: 1845-ben alapították
- Hidalgo piac: 1910 és 1912 között épült
- Emlékművek a mexikói történelem nagyjainak (Miguel Hidalgo y Costilla, Benito Juárez) és Assisi Szent Ferencnek

## Képek

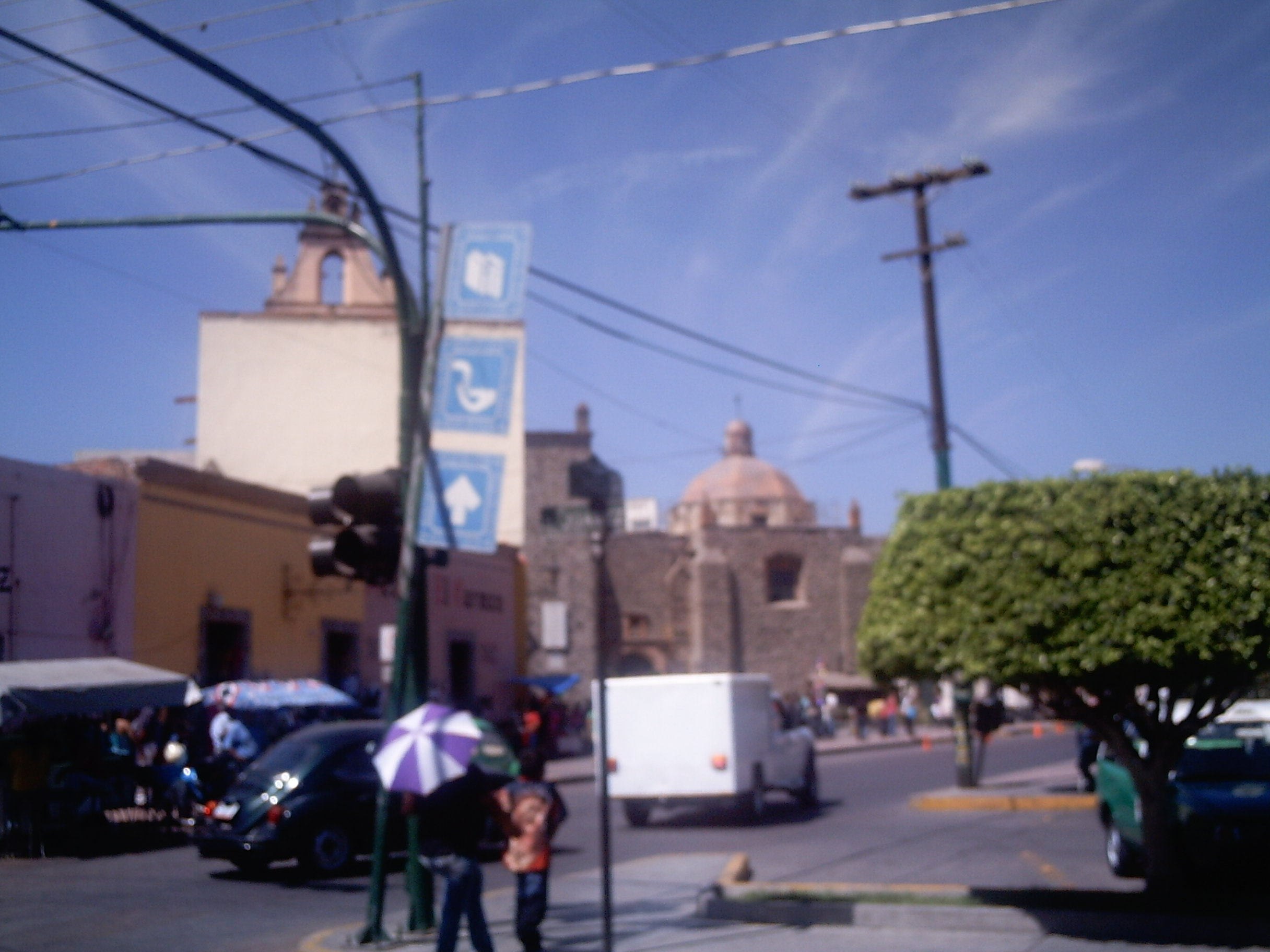
A városközpont részlete
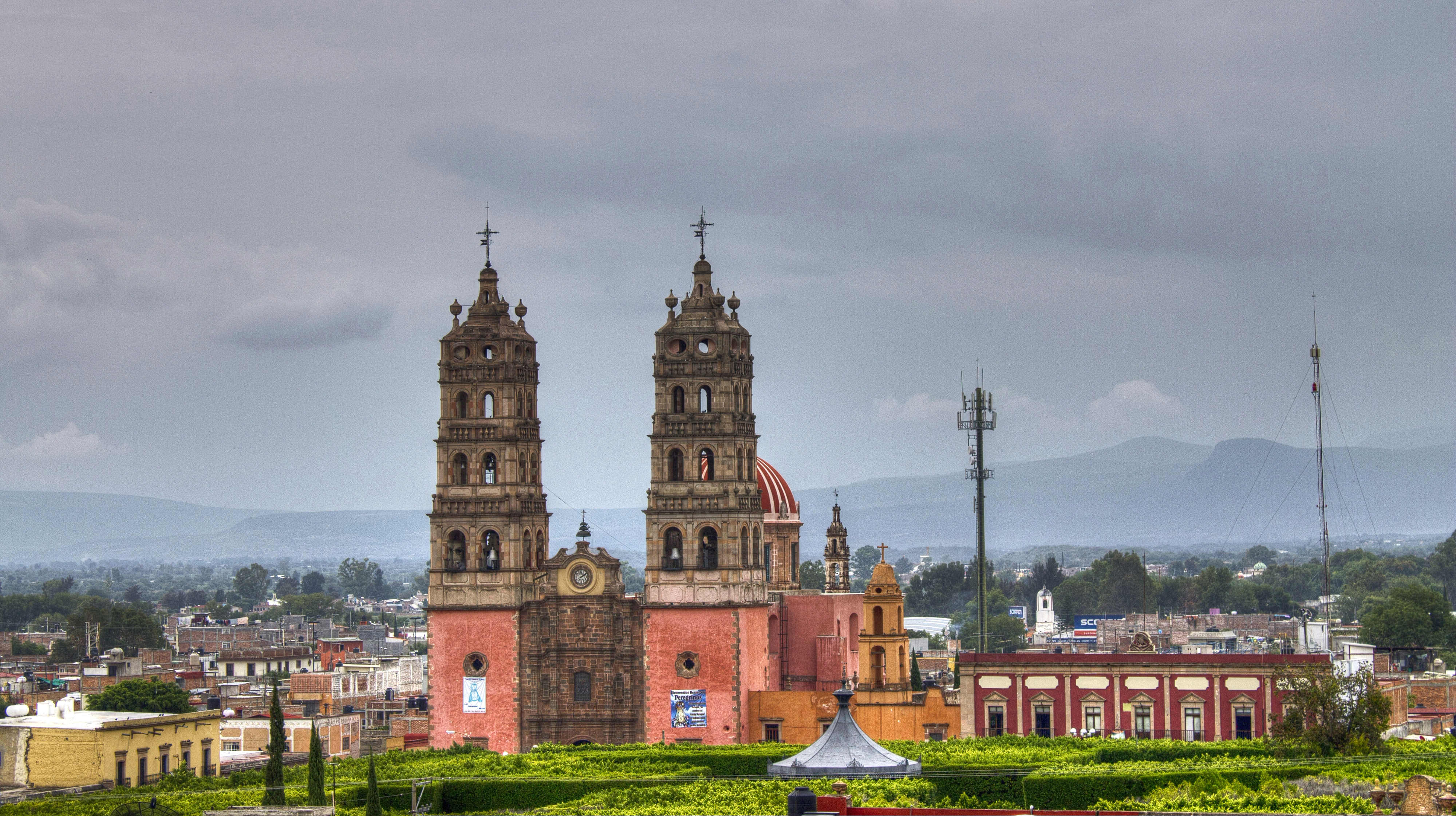
A Nuestra Señora de la Luz-templom
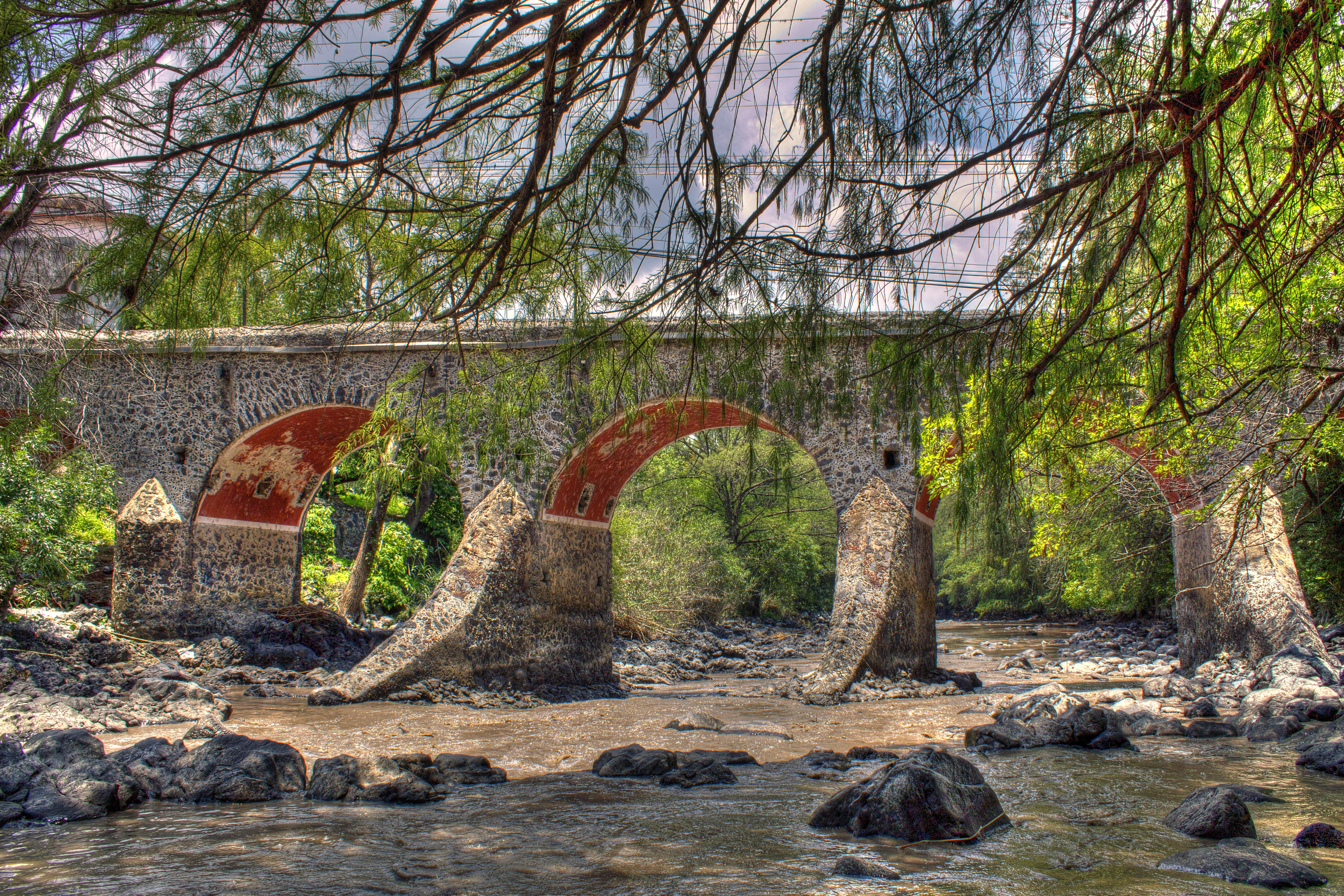
A Batanes-híd
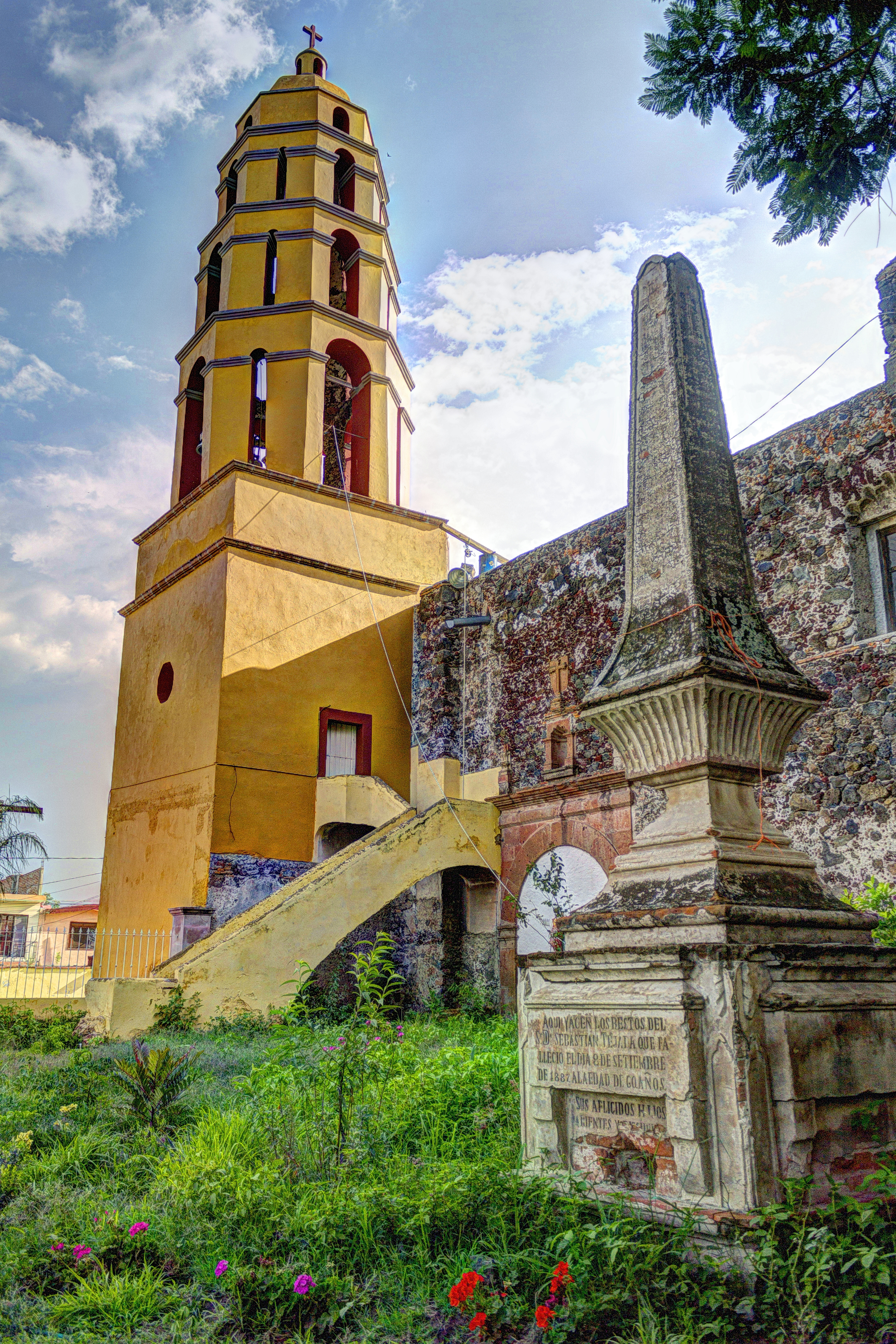
A Szent Domonkos-templom